# Stacey Pullen
Stacey Pullen (Detroit, 1969) is een Amerikaanse producer en internationaal diskjockey. Hij behoort tot de karakteristieke technostroming van detroit, waartoe ook Derrick May en Kevin Saunderson behoren. Hij staat diverse malen op Awakenings en I Love Techno.

## Biografie
Pullen groeit op in de stad Detroit. In de jaren tachtig wordt ook hij gegrepen door de elektronische muziek, geïnspireerd door Kraftwerk en Tangerine Dream. Aanvankelijk heet hij moeite om er tussen te komen, maar in 1992 krijgt hij van Derrick May de kans een plaat uit te brengen. Hij brengt er zijn eerste ep uit als Bango. Vervolgens verhuist hij naar Europa. Hij brengt enkele jaren in Amsterdam door, waar hij draait in de RoXY. De jaren daarop geeft hij onder verschillende namen muziek uit. Zo brengt hij een reeks ep's uit als Kosmic Messenger. Dit werkt wordt in 1997 op een verzamelaar uitgebracht. Voor R&S Records start hij met het project Silent Phase, waarvan in 1995 het album (The Theory Of), verschijnt. In 1995 werkt hij ook eenmalig samen met Chez Damier op de single Forever Monna. Met Kenny Larkin werkt hij samen voor een illegale remix van Give it Up van Sade. Beide bewerken het nummer in een eigen versie die een kant van de plaat krijgt. Ze hernoemen het naar Surrender Your Love (Illegal Remixes), en brengen het op een whitelabel uit waarop ze met pen Sade schrijven, om zo uit de problemen te blijven. Pullen is ook een van de eersten die een DJ Kicks verzamelaar zal mixen voor het Duitse label Studio !K7. In 1998 richt hij met Blackflag Recordings een eigen label op. Op het album met de opvallende titel Todayisthetomorrowyouwerepromisedyesterday (2001). Een ambitieus project, waarbij hij de brug met jazz en zelfs opera legt. Daarna blijft het lang stil op het gebied van nieuwe producties tot hij in 2010 terug komt met Alive. Daarna maakt hij nog singles samen met Nic Fanciulli, Mirko Loko en Mason Collective. Ook verschijnen er zo nu en dan mixcompilaties.

## Discografie

### Albums
- Silent Phase - (The Theory Of) (1995)
- DJ Kicks (mixcompilatie) (1996)
- Kosmic Messenger - The Collected Works Of Kosmic Messenger (1997)
- Todayisthetomorrowyouwerepromisedyesterday (2001)
- Fabric 14 (mixcompilatie) (2004)
- 2020 Vision (mixcompilatie) (2009)
- Balance 028 (mixcompilatie) (2015)
- Detroit Love (mixcompilatie) (2018)

- International Standard Name Identifier: 0000 0004 7172 3011
- Library of Congress Control Number: no2012008528
- MusicBrainz: 74de5c4e-e839-43f3-b1bf-1718a855c75d
- Virtual International Authority File: 51983276